# Tombstone (film)
Tombstone – amerykański western z 1993 w reżyserii George’a Pana Cosmatosa. Film koncentruje się na przygodach Wyatta Earpa (zagranego przez Kurta Russella) i jego braci, nawiązując w pewnym zakresie do wydarzeń historycznych z lat 1881–1884.

## Produkcja
Kurt Russell pierwszy scenariusz otrzymał w 1984. Początkowo film miał być wspólną produkcją Kevina Jarre'a i Kevina Costnera. Drugi z nich naciskał, by skoncentrować się na postaci Wyatta Earpa, ostatecznie zdecydował się wziąć udział w produkcji zatytułowanej właśnie Wyatt Earp. Ostatecznie Kurt Russell podpisał porozumienie z producentem Andrew Vajną, uzyskując budżet w wysokości 25 milionów dolarów. Produkcja napotykała dalsze problemy, m.in. wywiązał się konflikt co do długości scenariusza. Ostatecznie Kevin Jarre został zwolniony z funkcji reżysera, którą objął George Pan Cosmatos, przy czym aktywny udział w reżyserii filmu miał również sam Kurt Russell.

## Fabuła
Legendarny już stróż prawa Wyatt Earp, jego bracia Virgil i Morgan, oraz ich żony przybywają do Tombstone w Arizonie. Do tego małego i rozwijającego się górniczego miasteczka ściągają rewolwerowcy, karciarze, kowboje i wędrowne grupy teatralne. Bracia zajmują się w nim prowadzeniem biznesu hazardowego i saloonu, wkrótce dochodzi do ich pierwszych starć z lokalną bandą przestępczą, zwaną „Cowboys” i identyfikowaną poprzez noszenie czerwonej szarfy. Pod presją mieszkańców Earpowie przystępują do przywrócenia w mieście porządku. Virgil Earp obejmuje stanowisko marshala, zastępując zabitego Freda White'a. Aresztowania i zakaz noszenia w mieście broni prowadzą do strzelaniny w O.K. Corral. Wkrótce w wyniku zamachu Morgan Earp ginie, a Virgil Earp zostaje ranny. Wyatt Earp przy wsparciu grupy rewolwerowców, w skład której weszli chorujący na gruźlicę Doc Holliday, Sherman McMasters, Texas Jack Vermillion i Turkey Creek Jack Johnson, decyduje się podjąć walkę z kowbojami.

## Obsada
- Kurt Russell jako Wyatt Earp
- Val Kilmer jako Doc Holliday
- Sam Elliott jako Virgil Earp
- Bill Paxton jako Morgan Earp
- Powers Boothe jako William „Curly Bill” Brocius
- Michael Biehn jako Johnny Ringo
- Charlton Heston jako Henry Hooker
- Jason Priestley jako Billy Breakenridge
- Terry O’Quinn jako burmistrz John Clum
- Jon Tenney jako szeryf Johnny Behan
- Stephen Lang jako Ike Clanton
- Thomas Haden Church jako Billy Clanton
- John Corbett jako Barnes
- Dana Delany jako Josephine Marcus-Earp
- Billy Zane jako pan Mr. Fabian
- Paula Malcomson jako Allie Earp
- Lisa Collins jako Louisa Earp
- Dana Wheeler-Nicholson jako Mattie Blaylock
- Joanna Pacuła jako Big Nose Kate
- Michael Rooker jako Sherman McMasters
- Harry Carey Jr. jako marshal Fred White
- Billy Bob Thornton jako Johnny Tyler
- Tomas Arana jako Frank Stilwell
- Paul Ben-Victor jako Florentino Cruz
- Frank Stallone jako Ed Bailey
- Buck Taylor jako Turkey Creek Jack Johnson
- Peter Sherayko jako Texas Jack Vermillion
- John Philbin jako Tom McLaury
- Robert John Burke jako Frank McLaury
- Pedro Armendáriz Jr. jako ksiądz
- Robert Mitchum jako narrator